# Edgar Davids
Edgar Steven Davids (Paramaribo, 13 marzo 1973) è un allenatore di calcio, dirigente sportivo ed ex calciatore olandese, di ruolo centrocampista.
Occupa l'81ª posizione nella classifica dei migliori calciatori del XX secolo pubblicata dalla rivista specializzata World Soccer. Nel marzo del 2004, inoltre, Pelé lo ha inserito nella FIFA 100, la lista dei 125 migliori calciatori viventi, redatta in occasione del Centenario della FIFA.
Oltre che per il suo carisma e la sua tecnica, è conosciuto per i suoi dreadlocks e gli occhiali protettivi che indossava in campo, un look che lo rese iconico e riconoscibile da tutti i tifosi.

## Biografia
Nato a Paramaribo capitale del Suriname, quando il Paese era ancora una dipendenza coloniale olandese, si trasferì da bambino con tutta la famiglia a nord di Amsterdam. Una volta divenuto calciatore, pur potendo optare anche per il Suriname, ha scelto di giocare per i Paesi Bassi; tuttavia è sceso in campo diverse volte dal 2005 al 2009 con i Suriprofs, una selezione di calciatori professionisti nati o con origini del Suriname, che periodicamente disputa amichevoli in Olanda contro squadre professionistiche locali, nazionali giovanili o altre selezioni miste.
Durante gli anni alla Juventus è stato operato di glaucoma: da lì in poi è stato costretto a indossare speciali occhiali protettivi durante le partite, che a posteriori diventarono un tratto caratteristico della sua immagine in campo.
È cugino di Lorenzo Davids oltreché zio di Royston Drenthe e Giovanni Drenthe, anche loro calciatori.

## Caratteristiche tecniche

### Giocatore
(Matías Almeyda, 2012)
Soprannominato Pitbull dall'ex allenatore dell'Ajax Louis van Gaal per l'aggressività mostrata in campo, era un centrocampista tenace, estroso, duttile e determinato, forte fisicamente, dinamico, preciso nei passaggi e abile nel dribbling. Schierato principalmente come mediano o centrocampista centrale, ai tempi dell'Ajax, è stato anche schierato nei ruoli di esterno sinistro, trequartista e di seconda punta. Leader carismatico – ma dal carattere controverso –, era dotato di corsa, abilità nei contrasti, tecnica, grande vigore fisico e di un ottimo piede sinistro.

## Carriera

### Club

#### Gli inizi, Milan

Davids (a destra) in azione all' nel 1996, nel corso della finale di Champions League a Roma, sotto lo sguardo dello juventino Paulo Sousa.

Inizia la sua carriera nell'Ajax, con cui debutta in Eredivisie il 6 settembre 1991 in una partita vinta contro l'RKC Waalwijk. Centrocampista capace di abbinare corsa e agonismo all'eleganza nel tocco di palla, fin da giovane inizia a ritagliarsi un ruolo sempre più importante nel reparto centrale dei lancieri. Contribuisce alla vittoria di tre titoli olandesi, della Coppa UEFA 1991-1992 e della UEFA Champions League 1994-1995. Arriva in finale di Champions League anche nell'edizione 1995-1996, persa a Roma contro la Juventus; nell'epilogo ai tiri di rigore, Davids fallisce il primo tentativo della serie.

Davids (al centro) in azione al nel 1996, nel corso del derby di Milano.

Nell'estate seguente si trasferisce in Italia per indossare la maglia del Milan, che lo tessera a parametro zero sfruttando l'allora recente sentenza Bosman. Milita nel club rossonero per un anno e mezzo, senza tuttavia riuscire a convincere l'ambiente. Oltre alle incomprensioni tattiche, a frenare il suo rendimento sono soprattutto un grave infortunio a tibia e perone che gli fa saltare metà della stagione 1996-1997, e vari problemi disciplinari che ne minano l'integrazione nello spogliatoio milanista (cosa che porta uno dei senatori del club, Alessandro Costacurta, a definirlo pubblicamente una «mela marcia»).

#### Juventus
Quella caratteriale diventa la causa scatenante che, nel dicembre 1997, sfocia nella sua cessione ai rivali della Juventus per 9 miliardi di lire: un'operazione di mercato che, a posteriori, si rivelerà motivo di rimpianto per i rossoneri. Primo olandese nella storia della società piemontese, a Torino Davids si dimostra infatti tutt'altro giocatore rispetto a quello visto a Milano, diventando ben presto un elemento fondamentale per i successi dei bianconeri nelle stagioni seguenti.

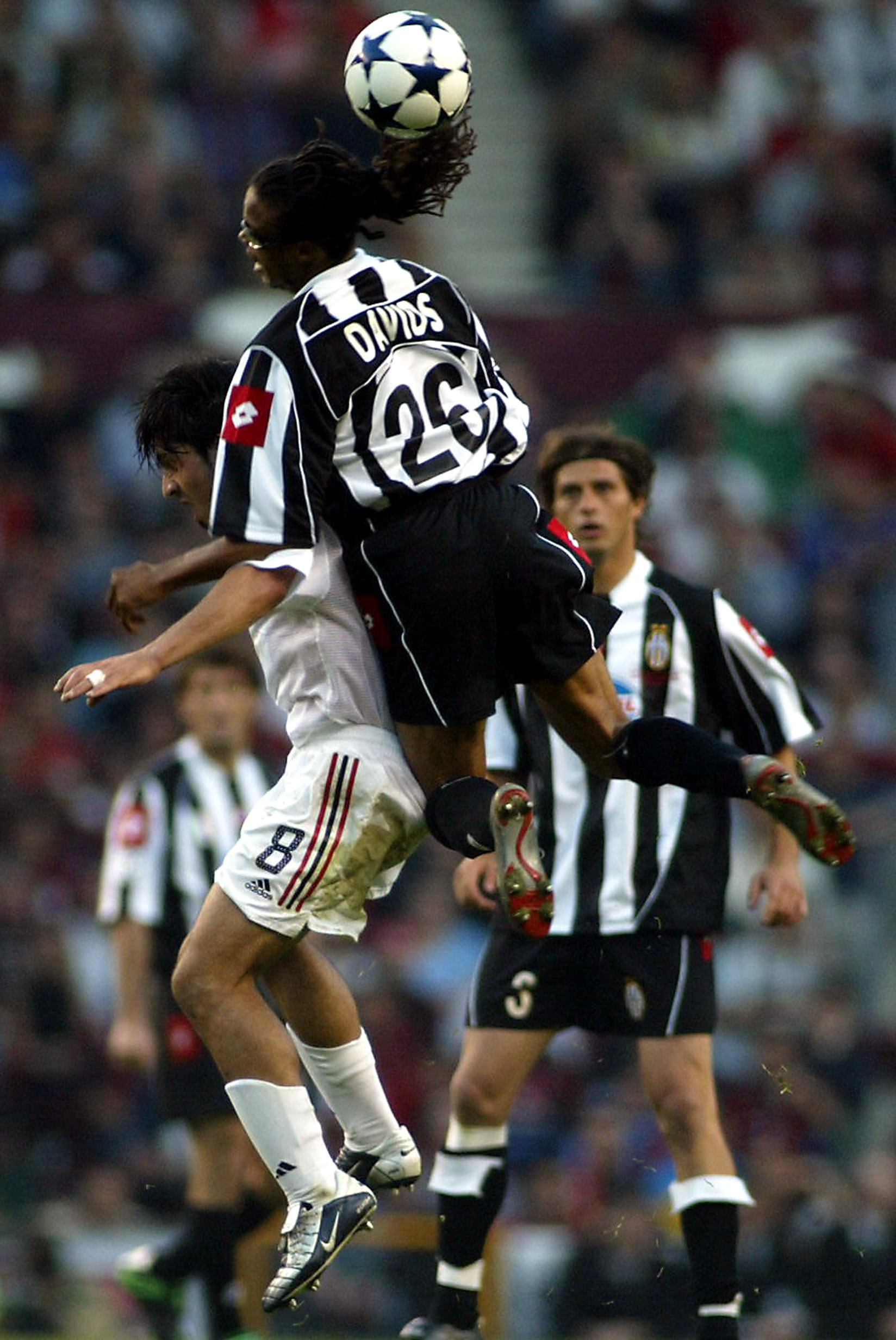
Davids alla nel 2003, alle prese con il milanista Gennaro Gattuso e sotto lo sguardo dell'altro bianconero Alessio Tacchinardi, durante la finale di Champions League a Manchester.

Rimane alla Juventus per sette anni, contribuendo alla conquista di tre campionati di Serie A nelle edizioni 1997-1998, 2001-2002 e 2002-2003; disputa anche le finali di Champions League del 1998 contro il Real Madrid e del 2003 contro il Milan, lasciando in questo ultimo caso il terreno di gioco anzitempo a causa di un infortunio muscolare. Il 21 aprile 2001 viene riscontrata la sua positività al nandrolone, uno steroide anabolizzante derivato dal testosterone: nonostante una serie di ricorsi da parte della società bianconera, il giocatore viene squalificato per quattro mesi da tutte le competizioni sportive.
Dal 2011 è tra i 50 più importanti giocatori della storia bianconera omaggiati nella Walk of Fame dello Juventus Stadium.

#### Barcellona, Inter e Tottenham
La sua avventura in Piemonte termina a metà della stagione 2003-2004, quando a causa di alcuni dissidi con l'allenatore Marcello Lippi, nella sessione invernale di mercato viene ceduto in prestito semestrale al Barcellona. Il suo arrivo in blaugrana migliora notevolmente il rendimento della squadra spagnola, tanto che in molti auspicano il suo acquisto a titolo definitivo, ma a fine anno il giocatore si accasa invece da svincolato all'Inter.

Davids (accosciato, al centro) all' nel 2004

Nella Milano nerazzurra riesce a sollevare l'unico trofeo italiano che ancora gli mancava, la Coppa Italia (2004-2005); ciò nonostante il suo rendimento in maglia interista è inferiore rispetto alle annate precedenti, anche per via di incomprensioni tattiche con l'allenatore Roberto Mancini che lo relegano a vivere il finale di stagione, in pratica, da «separato in casa».
La situazione porta la società lombarda, nell'estate del 2005, a pensare inizialmente alla rescissione del contratto con l'olandese, salvo poi cederlo a titolo gratuito agli inglesi del Tottenham. Dopo la prima stagione a Londra già si diffondono le voci di un suo possibile ritorno in patria, nel club ajacide che l'aveva lanciato, ma Davids decide di rimanere ancora con gli Spurs che tuttavia lascia pochi mesi dopo, nel gennaio 2007.

#### Ritorno all'Ajax, ultimi anni
Il 28 gennaio 2007 raggiunge quindi un accordo con la società che l'aveva lanciato, l'Ajax. Ad Amsterdam contribuisce alla grande riuscita della squadra in campionato e alla vittoria della Coppa dei Paesi Bassi, segnando il rigore decisivo dopo una partita conclusasi 1-1 ai tempi regolamentari contro l'AZ Alkmaar. Il 22 luglio durante un'amichevole estiva disputata contro i Go Ahead Eagles, in uno scontro si rompe (di nuovo) la tibia e deve fermarsi per sei mesi. Nella seconda metà di stagione arriva ancora al secondo posto in Eredivisie, a tre punti dalla capolista PSV, ma a fine stagione non rinnova il contratto e si ritrova svincolato.
Dopo essersi tenuto in condizione, allenandosi da inizio 2009 con l'AFC, il 9 settembre Davids annuncia il suo ritorno a giocare, tra le file del Vitesse; tuttavia la squadra di Arnhem rinuncia in seguito a tesserarlo, per via delle alte richieste economiche del giocatore.
Il 20 agosto 2010, dopo due anni d'inattività, viene ufficializzato il suo ingaggio da parte del Crystal Palace, in Championship. Il successivo 8 novembre, tuttavia, dopo appena 7 partite giocate, si svincola dai Glazers.
Il 12 ottobre 2012 va ad affiancare Mark Robson come allenatore-giocatore del Barnet. Il 29 dicembre seguente, con la partenza di Robson, Davids assume totalmente la guida tecnica del club. Il 28 dicembre 2013 si ritira definitivamente dal calcio giocato.

### Nazionale

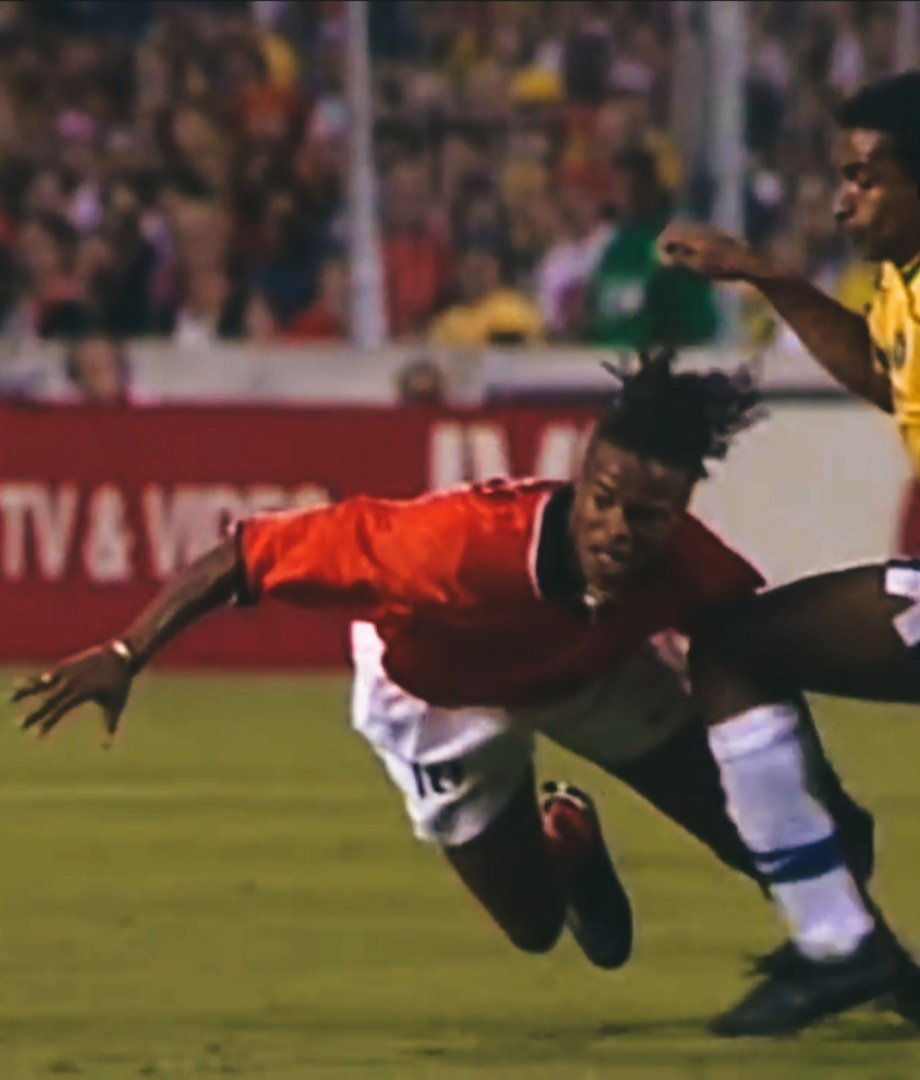
Davids in azione con i al

Ha fatto parte della nazionale olandese dal debutto nell'aprile 1994 contro l'Irlanda, ma non ha mai vinto alcun titolo con la maglia oranje.
Durante il campionato d'Europa 1996 in Inghilterra viene rispedito a casa, in quanto critica fortemente il commissario tecnico Guus Hiddink. Nonostante la diatriba con il selezionatore, rimane sempre apprezzato da questi, il quale lo include nella squadra olandese per il campionato del mondo 1998 in Francia. In questa competizione i Paesi Bassi si classificano quarti, e Davids viene inserito dalla FIFA nel "Team of the Tournament". Partecipa due anni dopo anche al campionato d'Europa 2000 organizzato congiuntamente in Belgio e nei Paesi Bassi, dove nonostante i padroni di casa escano in semifinale contro l'Italia ai tiri di rigore, il centrocampista viene ancora inserito nel "Team of the Tournament" dalla UEFA.
Il 17 maggio 2001, viene sospeso per quattro mesi dalla FIFA insieme ad altri giocatori olandesi, tra cui l'allora capitano orange Frank de Boer, dopo essere risultato positivo allo steroide anabolizzante nandrolone, assunto in occasione di un'amichevole tra i Paesi Bassi e la Turchia.
Dopo il campionato d'Europa 2004 in Portogallo, in cui i Paesi Bassi sono sconfitti ancora una volta in semifinale, il nuovo commissario tecnico degli orange Marco van Basten consegna a Davids la fascia di capitano. Giocando molto poco nell'Inter, perde tuttavia il posto in nazionale, nella quale viene richiamato solo per un breve periodo dall'ottobre 2005, in occasione delle qualificazioni al campionato del mondo 2006 in Germania.

### Allenatore e dirigente
Il 7 giugno 2011 diventa membro del consiglio dirigenziale dell'Ajax insieme a Johan Cruijff. Si dimette insieme a Cruijff e altri membri il 14 aprile 2012.
Il 12 ottobre 2012 diventa vice del tecnico del Barnet, Mark Robson. Il 29 dicembre assume la guida tecnica dei Bees in veste di allenatore-giocatore, retrocedendo in Conference Premier, la quinta serie inglese. Lasciata nel frattempo l'attività agonistica il 28 dicembre 2013, il 19 gennaio 2014 si dimette a seguito della sconfitta per 2-1 con il Chester City.
Dal 2013 è inoltre ambassador nel mondo della Juventus.
Nel marzo 2018 ricopre brevemente il ruolo di allenatore in seconda dell'Under-20 olandese. Il 15 agosto 2020 viene nominato vice di Andries Jonker al Telstar, in seconda serie olandese. Il 4 gennaio 2021 diviene l'allenatore dell'Olhanense, squadra della terza serie portoghese; il 19 luglio dello stesso anno viene esonerato.
Il 7 maggio 2022 entra nello staff tecnico della nazionale olandese, come assistente del selezionatore Louis Van Gaal, sostituendo Henk Fraser fino al campionato del mondo 2022 in Qatar nel dicembre dello stesso anno.

## Statistiche

### Presenze e reti nei club
| Stagione         | Squadra          | Campionato       | Campionato | Campionato | Coppe nazionali | Coppe nazionali | Coppe nazionali | Coppe continentali | Coppe continentali | Coppe continentali | Altre coppe | Altre coppe | Altre coppe | Totale | Totale |
| Stagione         | Squadra          | Comp             | Pres       | Reti       | Comp            | Pres            | Reti            | Comp               | Pres               | Reti               | Comp        | Pres        | Reti        | Pres   | Reti   |
| ---------------- | ---------------- | ---------------- | ---------- | ---------- | --------------- | --------------- | --------------- | ------------------ | ------------------ | ------------------ | ----------- | ----------- | ----------- | ------ | ------ |
| 1991-1992        | Ajax             | E                | 13         | 2          | CO              | 0               | 0               | CU                 | 3                  | 0                  | -           | -           | -           | 16     | 2      |
| 1992-1993        | Ajax             | E                | 27         | 4          | CO              | 3               | 4               | CU                 | 8                  | 3                  | -           | -           | -           | 38     | 11     |
| 1993-1994        | Ajax             | E                | 15         | 2          | CO              | 2               | 1               | CdC                | 4                  | 2                  | SO          | 0           | 0           | 21     | 5      |
| 1994-1995        | Ajax             | E                | 22         | 5          | CO              | 1               | 1               | UCL                | 7                  | 0                  | SO          | 0           | 0           | 30     | 6      |
| 1995-1996        | Ajax             | E                | 28         | 7          | CO              | 0               | 0               | UCL                | 11                 | 1                  | SO+SU+CInt  | 1+1+1       | 0           | 42     | 8      |
| 1996-1997        | Milan            | A                | 15         | 0          | CI              | 4               | 0               | UCL                | 4                  | 1                  | SI          | 1           | 0           | 24     | 1      |
| ago.-dic. 1997   | Milan            | A                | 4          | 0          | CI              | 3               | 0               | -                  | -                  | -                  | -           | -           | -           | 7      | 0      |
| Totale Milan     | Totale Milan     | Totale Milan     | 19         | 0          |                 | 7               | 0               |                    | 4                  | 1                  |             | 1           | 0           | 31     | 1      |
| dic. 1997-1998   | Juventus         | A                | 20         | 1          | CI              | 2               | 0               | UCL                | 5                  | 0                  | SI          | -           | -           | 27     | 1      |
| 1998-1999        | Juventus         | A                | 27         | 2          | CI              | 6               | 1               | UCL                | 9                  | 0                  | SI          | 1           | 0           | 43     | 3      |
| 1999-2000        | Juventus         | A                | 27         | 1          | CI              | 3               | 0               | CU+Int.            | 5+3                | 0                  | -           | -           | -           | 38     | 1      |
| 2000-2001        | Juventus         | A                | 26         | 1          | CI              | 1               | 0               | UCL                | 5                  | 0                  | -           | -           | -           | 32     | 1      |
| 2001-2002        | Juventus         | A                | 28         | 2          | CI              | 5               | 0               | UCL                | 9                  | 0                  | -           | -           | -           | 42     | 2      |
| 2002-2003        | Juventus         | A                | 26         | 1          | CI              | 0               | 0               | UCL                | 15                 | 1                  | SI          | 0           | 0           | 41     | 2      |
| 2003-gen. 2004   | Juventus         | A                | 5          | 0          | CI              | 2               | 0               | UCL                | 5                  | 0                  | SI          | 0           | 0           | 12     | 0      |
| Totale Juventus  | Totale Juventus  | Totale Juventus  | 159        | 8          |                 | 19              | 1               |                    | 56                 | 1                  |             | 1           | 0           | 235    | 10     |
| gen.-giu. 2004   | Barcellona       | PD               | 18         | 1          | CdR             | 2               | 0               | CU                 | -                  | -                  | -           | -           | -           | 20     | 1      |
| 2004-2005        | Inter            | A                | 14         | 0          | CI              | 4               | 0               | UCL                | 5                  | 0                  | -           | -           | -           | 23     | 0      |
| 2005-2006        | Tottenham        | PL               | 31         | 1          | FACup+CdL       | 0               | 0               | -                  | -                  | -                  | -           | -           | -           | 31     | 1      |
| 2006-gen. 2007   | Tottenham        | PL               | 9          | 0          | FACup+CdL       | 0+3             | 0               | CU                 | 1                  | 0                  | -           | -           | -           | 13     | 0      |
| Totale Tottenham | Totale Tottenham | Totale Tottenham | 40         | 1          |                 | 3               | 0               |                    | 1                  | 0                  |             | -           | -           | 44     | 1      |
| gen.-giu. 2007   | Ajax             | E                | 11+3       | 1          | CO              | 3               | 0               | UCL+CU             | -                  | -                  | SO          | -           | -           | 17     | 1      |
| 2007-2008        | Ajax             | E                | 14+3       | 0          | CO              | 0               | 0               | UCL+CU             | 0                  | 0                  | SO          | 0           | 0           | 17     | 0      |
| Totale Ajax      | Totale Ajax      | Totale Ajax      | 130+6      | 21+0       |                 | 9               | 6               |                    | 33                 | 6                  |             | 3           | 0           | 181    | 33     |
| 2010-2011        | Crystal Palace   | FLC              | 6          | 0          | FACup+CdL       | 0+1             | 0               | -                  | -                  | -                  | -           | -           | -           | 7      | 0      |
| 2012-2013        | Barnet           | FL2              | 28         | 1          | FACup+CdL       | 1+0             | 0               | -                  | -                  | -                  | FLT         | 0           | 0           | 29     | 1      |
| 2013-2014        | Barnet           | FC               | 8          | 0          | FACup           | 1               | 0               | -                  | -                  | -                  | FAT         | 0           | 0           | 9      | 0      |
| Totale Barnet    | Totale Barnet    | Totale Barnet    | 36         | 1          |                 | 2               | 0               |                    | -                  | -                  |             | -           | -           | 38     | 1      |
| Totale carriera  | Totale carriera  | Totale carriera  | 428        | 32         |                 | 41              | 7               |                    | 99                 | 8                  |             | 5           | 0           | 579    | 47     |

### Cronologia presenze e reti in nazionale
| Cronologia completa delle presenze e delle reti in nazionale ― Paesi Bassi | Cronologia completa delle presenze e delle reti in nazionale ― Paesi Bassi | Cronologia completa delle presenze e delle reti in nazionale ― Paesi Bassi | Cronologia completa delle presenze e delle reti in nazionale ― Paesi Bassi | Cronologia completa delle presenze e delle reti in nazionale ― Paesi Bassi | Cronologia completa delle presenze e delle reti in nazionale ― Paesi Bassi | Cronologia completa delle presenze e delle reti in nazionale ― Paesi Bassi | Cronologia completa delle presenze e delle reti in nazionale ― Paesi Bassi |
| Data                                                                       | Città                                                                      | In casa                                                                    | Risultato                                                                  | Ospiti                                                                     | Competizione                                                               | Reti                                                                       | Note                                                                       |
| -------------------------------------------------------------------------- | -------------------------------------------------------------------------- | -------------------------------------------------------------------------- | -------------------------------------------------------------------------- | -------------------------------------------------------------------------- | -------------------------------------------------------------------------- | -------------------------------------------------------------------------- | -------------------------------------------------------------------------- |
| 20-4-1994                                                                  | Tilburg                                                                    | Paesi Bassi                                                                | 0 – 1                                                                      | Irlanda                                                                    | Amichevole                                                                 | -                                                                          |                                                                            |
| 18-1-1995                                                                  | Utrecht                                                                    | Paesi Bassi                                                                | 0 – 1                                                                      | Francia                                                                    | Amichevole                                                                 | -                                                                          | 77’                                                                        |
| 7-6-1995                                                                   | Minsk                                                                      | Bielorussia                                                                | 1 – 0                                                                      | Paesi Bassi                                                                | Qual. Euro 1996                                                            | -                                                                          |                                                                            |
| 15-11-1995                                                                 | Rotterdam                                                                  | Paesi Bassi                                                                | 3 – 0                                                                      | Norvegia                                                                   | Qual. Euro 1996                                                            | -                                                                          | 56’                                                                        |
| 13-12-1995                                                                 | Liverpool                                                                  | Paesi Bassi                                                                | 2 – 0                                                                      | Irlanda                                                                    | Qual. Euro 1996                                                            | -                                                                          |                                                                            |
| 29-5-1996                                                                  | Tilburg                                                                    | Paesi Bassi                                                                | 2 – 0                                                                      | Cina                                                                       | Amichevole                                                                 | -                                                                          | 46’                                                                        |
| 4-6-1996                                                                   | Rotterdam                                                                  | Paesi Bassi                                                                | 3 – 1                                                                      | Irlanda                                                                    | Amichevole                                                                 | -                                                                          |                                                                            |
| 10-6-1996                                                                  | Birmingham                                                                 | Paesi Bassi                                                                | 0 – 0                                                                      | Scozia                                                                     | Euro 1996 - 1º turno                                                       | -                                                                          |                                                                            |
| 13-6-1996                                                                  | Birmingham                                                                 | Svizzera                                                                   | 0 – 2                                                                      | Paesi Bassi                                                                | Euro 1996 - 1º turno                                                       | -                                                                          | 80’                                                                        |
| 25-5-1998                                                                  | Arnhem                                                                     | Paesi Bassi                                                                | 0 – 0                                                                      | Camerun                                                                    | Amichevole                                                                 | -                                                                          | 19’ 71’                                                                    |
| 1-6-1998                                                                   | Eindhoven                                                                  | Paesi Bassi                                                                | 5 – 1                                                                      | Paraguay                                                                   | Amichevole                                                                 | -                                                                          | 46’                                                                        |
| 5-6-1998                                                                   | Amsterdam                                                                  | Paesi Bassi                                                                | 5 – 1                                                                      | Nigeria                                                                    | Amichevole                                                                 | -                                                                          | 46’                                                                        |
| 20-6-1998                                                                  | Marsiglia                                                                  | Paesi Bassi                                                                | 5 – 0                                                                      | Corea del Sud                                                              | Mondiali 1998 - 1º turno                                                   | -                                                                          |                                                                            |
| 25-6-1998                                                                  | Saint-Étienne                                                              | Paesi Bassi                                                                | 2 – 2                                                                      | Messico                                                                    | Mondiali 1998 - 1º turno                                                   | -                                                                          |                                                                            |
| 29-6-1998                                                                  | Tolosa                                                                     | Paesi Bassi                                                                | 2 – 1                                                                      | Jugoslavia                                                                 | Mondiali 1998 - Ottavi di finale                                           | 1                                                                          |                                                                            |
| 4-7-1998                                                                   | Marsiglia                                                                  | Paesi Bassi                                                                | 2 – 1                                                                      | Argentina                                                                  | Mondiali 1998 - Quarti di finale                                           | -                                                                          |                                                                            |
| 7-7-1998                                                                   | Marsiglia                                                                  | Brasile                                                                    | 1 – 1 dts (4 – 2 dtr)                                                      | Paesi Bassi                                                                | Mondiali 1998 - Semifinale                                                 | -                                                                          | 60’                                                                        |
| 11-7-1998                                                                  | Parigi                                                                     | Paesi Bassi                                                                | 1 – 2                                                                      | Croazia                                                                    | Mondiali 1998 - Finale 3º posto                                            | -                                                                          | 88’                                                                        |
| 10-10-1998                                                                 | Eindhoven                                                                  | Paesi Bassi                                                                | 2 – 0                                                                      | Perù                                                                       | Amichevole                                                                 | -                                                                          |                                                                            |
| 13-10-1998                                                                 | Arnhem                                                                     | Paesi Bassi                                                                | 0 – 0                                                                      | Ghana                                                                      | Amichevole                                                                 | -                                                                          |                                                                            |
| 10-2-1999                                                                  | Parigi                                                                     | Portogallo                                                                 | 0 – 0                                                                      | Paesi Bassi                                                                | Amichevole                                                                 | -                                                                          |                                                                            |
| 31-3-1999                                                                  | Amsterdam                                                                  | Paesi Bassi                                                                | 1 – 1                                                                      | Argentina                                                                  | Amichevole                                                                 | 1                                                                          | 57’, 73’                                                                   |
| 5-6-1999                                                                   | Salvador                                                                   | Brasile                                                                    | 2 – 2                                                                      | Paesi Bassi                                                                | Amichevole                                                                 | -                                                                          | 50’                                                                        |
| 8-6-1999                                                                   | Goiânia                                                                    | Brasile                                                                    | 3 – 1                                                                      | Paesi Bassi                                                                | Amichevole                                                                 | -                                                                          | 90’, 90’                                                                   |
| 4-9-1999                                                                   | Rotterdam                                                                  | Paesi Bassi                                                                | 5 – 5                                                                      | Belgio                                                                     | Amichevole                                                                 | 2                                                                          | 51’                                                                        |
| 13-11-1999                                                                 | Eindhoven                                                                  | Paesi Bassi                                                                | 1 – 1                                                                      | Rep. Ceca                                                                  | Amichevole                                                                 | -                                                                          |                                                                            |
| 23-2-2000                                                                  | Amsterdam                                                                  | Paesi Bassi                                                                | 2 – 1                                                                      | Germania                                                                   | Amichevole                                                                 | -                                                                          | 88’                                                                        |
| 29-3-2000                                                                  | Bruxelles                                                                  | Belgio                                                                     | 2 – 2                                                                      | Paesi Bassi                                                                | Amichevole                                                                 | -                                                                          | 78’ 79’                                                                    |
| 26-4-2000                                                                  | Arnhem                                                                     | Paesi Bassi                                                                | 0 – 0                                                                      | Scozia                                                                     | Amichevole                                                                 | -                                                                          |                                                                            |
| 4-6-2000                                                                   | Losanna                                                                    | Paesi Bassi                                                                | 3 – 1                                                                      | Polonia                                                                    | Amichevole                                                                 | -                                                                          | 46’                                                                        |
| 11-6-2000                                                                  | Amsterdam                                                                  | Paesi Bassi                                                                | 1 – 0                                                                      | Rep. Ceca                                                                  | Euro 2000 - 1º turno                                                       | -                                                                          |                                                                            |
| 16-6-2000                                                                  | Rotterdam                                                                  | Danimarca                                                                  | 0 – 3                                                                      | Paesi Bassi                                                                | Euro 2000 - 1º turno                                                       | -                                                                          |                                                                            |
| 21-6-2000                                                                  | Amsterdam                                                                  | Francia                                                                    | 2 – 3                                                                      | Paesi Bassi                                                                | Euro 2000 - 1º turno                                                       | -                                                                          | 81’                                                                        |
| 25-6-2000                                                                  | Rotterdam                                                                  | Paesi Bassi                                                                | 6 – 1                                                                      | Jugoslavia                                                                 | Euro 2000 - Quarti di finale                                               | -                                                                          |                                                                            |
| 29-6-2000                                                                  | Amsterdam                                                                  | Paesi Bassi                                                                | 0 – 0 dts (1 – 3 dtr)                                                      | Italia                                                                     | Euro 2000 - Semifinale                                                     | -                                                                          | 50’                                                                        |
| 7-10-2000                                                                  | Nicosia                                                                    | Cipro                                                                      | 0 – 4                                                                      | Paesi Bassi                                                                | Qual. Mondiali 2002                                                        | -                                                                          | 28’                                                                        |
| 11-10-2000                                                                 | Rotterdam                                                                  | Paesi Bassi                                                                | 0 – 2                                                                      | Portogallo                                                                 | Qual. Mondiali 2002                                                        | -                                                                          |                                                                            |
| 15-11-2000                                                                 | Siviglia                                                                   | Spagna                                                                     | 1 – 2                                                                      | Paesi Bassi                                                                | Amichevole                                                                 | -                                                                          |                                                                            |
| 28-2-2001                                                                  | Amsterdam                                                                  | Paesi Bassi                                                                | 0 – 0                                                                      | Turchia                                                                    | Amichevole                                                                 | -                                                                          |                                                                            |
| 24-3-2001                                                                  | Barcellona                                                                 | Andorra                                                                    | 0 – 5                                                                      | Paesi Bassi                                                                | Qual. Mondiali 2002                                                        | -                                                                          | 46’                                                                        |
| 28-3-2001                                                                  | Porto                                                                      | Portogallo                                                                 | 2 – 2                                                                      | Paesi Bassi                                                                | Qual. Mondiali 2002                                                        | -                                                                          | 38’                                                                        |
| 15-8-2001                                                                  | Londra                                                                     | Inghilterra                                                                | 0 – 2                                                                      | Paesi Bassi                                                                | Amichevole                                                                 | -                                                                          | 46’                                                                        |
| 6-10-2001                                                                  | Arnhem                                                                     | Paesi Bassi                                                                | 4 – 0                                                                      | Andorra                                                                    | Qual. Mondiali 2002                                                        | -                                                                          |                                                                            |
| 10-11-2001                                                                 | Copenaghen                                                                 | Danimarca                                                                  | 1 – 1                                                                      | Paesi Bassi                                                                | Amichevole                                                                 | -                                                                          |                                                                            |
| 13-2-2002                                                                  | Amsterdam                                                                  | Paesi Bassi                                                                | 1 – 1                                                                      | Inghilterra                                                                | Amichevole                                                                 | -                                                                          | 46’                                                                        |
| 19-5-2002                                                                  | Foxborough                                                                 | Stati Uniti                                                                | 0 – 2                                                                      | Paesi Bassi                                                                | Amichevole                                                                 | -                                                                          |                                                                            |
| 21-8-2002                                                                  | Oslo                                                                       | Norvegia                                                                   | 0 – 1                                                                      | Paesi Bassi                                                                | Amichevole                                                                 | 1                                                                          | 46’                                                                        |
| 7-9-2002                                                                   | Eindhoven                                                                  | Paesi Bassi                                                                | 3 – 0                                                                      | Bielorussia                                                                | Qual. Euro 2004                                                            | 1                                                                          | 70’                                                                        |
| 16-10-2002                                                                 | Vienna                                                                     | Austria                                                                    | 0 – 3                                                                      | Paesi Bassi                                                                | Qual. Euro 2004                                                            | -                                                                          |                                                                            |
| 20-11-2002                                                                 | Gelsenkirchen                                                              | Germania                                                                   | 1 – 3                                                                      | Paesi Bassi                                                                | Amichevole                                                                 | -                                                                          |                                                                            |
| 12-2-2003                                                                  | Amsterdam                                                                  | Paesi Bassi                                                                | 1 – 0                                                                      | Argentina                                                                  | Amichevole                                                                 | -                                                                          |                                                                            |
| 29-3-2003                                                                  | Rotterdam                                                                  | Paesi Bassi                                                                | 1 – 1                                                                      | Rep. Ceca                                                                  | Qual. Euro 2004                                                            | -                                                                          |                                                                            |
| 2-4-2003                                                                   | Tiraspol                                                                   | Moldavia                                                                   | 1 – 2                                                                      | Paesi Bassi                                                                | Qual. Euro 2004                                                            | -                                                                          |                                                                            |
| 30-4-2003                                                                  | Eindhoven                                                                  | Paesi Bassi                                                                | 1 – 1                                                                      | Portogallo                                                                 | Amichevole                                                                 | -                                                                          | 46’                                                                        |
| 20-8-2003                                                                  | Bruxelles                                                                  | Belgio                                                                     | 1 – 1                                                                      | Paesi Bassi                                                                | Amichevole                                                                 | -                                                                          | 73’                                                                        |
| 6-9-2003                                                                   | Rotterdam                                                                  | Paesi Bassi                                                                | 3 – 1                                                                      | Austria                                                                    | Qual. Euro 2004                                                            | -                                                                          | 46’                                                                        |
| 10-9-2003                                                                  | Praga                                                                      | Rep. Ceca                                                                  | 3 – 1                                                                      | Paesi Bassi                                                                | Qual. Euro 2004                                                            | -                                                                          | 10’, 13’                                                                   |
| 15-11-2003                                                                 | Glasgow                                                                    | Scozia                                                                     | 1 – 0                                                                      | Paesi Bassi                                                                | Qual. Euro 2004                                                            | -                                                                          | 61’                                                                        |
| 19-11-2003                                                                 | Amsterdam                                                                  | Paesi Bassi                                                                | 6 – 0                                                                      | Scozia                                                                     | Qual. Euro 2004                                                            | -                                                                          | 47’                                                                        |
| 18-2-2004                                                                  | Amsterdam                                                                  | Paesi Bassi                                                                | 1 – 0                                                                      | Stati Uniti                                                                | Amichevole                                                                 | -                                                                          | 46’                                                                        |
| 31-3-2004                                                                  | Rotterdam                                                                  | Paesi Bassi                                                                | 0 – 0                                                                      | Francia                                                                    | Amichevole                                                                 | -                                                                          |                                                                            |
| 1-6-2004                                                                   | Losanna                                                                    | Paesi Bassi                                                                | 3 – 0                                                                      | Fær Øer                                                                    | Amichevole                                                                 | -                                                                          | 46’                                                                        |
| 5-6-2004                                                                   | Amsterdam                                                                  | Paesi Bassi                                                                | 0 – 1                                                                      | Irlanda                                                                    | Amichevole                                                                 | -                                                                          | 66’                                                                        |
| 15-6-2004                                                                  | Porto                                                                      | Germania                                                                   | 1 – 1                                                                      | Paesi Bassi                                                                | Euro 2004 - 1º turno                                                       | -                                                                          | 46’                                                                        |
| 19-6-2004                                                                  | Aveiro                                                                     | Paesi Bassi                                                                | 2 – 3                                                                      | Rep. Ceca                                                                  | Euro 2004 - 1º turno                                                       | -                                                                          |                                                                            |
| 23-6-2004                                                                  | Braga                                                                      | Paesi Bassi                                                                | 3 – 0                                                                      | Lettonia                                                                   | Euro 2004 - 1º turno                                                       | -                                                                          | 77’                                                                        |
| 26-6-2004                                                                  | Faro                                                                       | Svezia                                                                     | 0 – 0 dts (4 – 5 dtr)                                                      | Paesi Bassi                                                                | Euro 2004 - Quarti di finale                                               | -                                                                          | 61’                                                                        |
| 30-6-2004                                                                  | Lisbona                                                                    | Portogallo                                                                 | 2 – 1                                                                      | Paesi Bassi                                                                | Euro 2004 - Semifinale                                                     | -                                                                          |                                                                            |
| 18-8-2004                                                                  | Solna                                                                      | Svezia                                                                     | 2 – 2                                                                      | Paesi Bassi                                                                | Amichevole                                                                 | -                                                                          |                                                                            |
| 3-9-2004                                                                   | Utrecht                                                                    | Paesi Bassi                                                                | 3 – 0                                                                      | Liechtenstein                                                              | Amichevole                                                                 | -                                                                          | 46’                                                                        |
| 8-9-2004                                                                   | Amsterdam                                                                  | Paesi Bassi                                                                | 2 – 0                                                                      | Rep. Ceca                                                                  | Qual. Mondiali 2006                                                        | -                                                                          |                                                                            |
| 9-10-2004                                                                  | Skopje                                                                     | Macedonia                                                                  | 2 – 2                                                                      | Paesi Bassi                                                                | Qual. Mondiali 2006                                                        | -                                                                          |                                                                            |
| 13-10-2004                                                                 | Amsterdam                                                                  | Paesi Bassi                                                                | 3 – 1                                                                      | Finlandia                                                                  | Qual. Mondiali 2006                                                        | -                                                                          |                                                                            |
| 12-10-2005                                                                 | Amsterdam                                                                  | Paesi Bassi                                                                | 0 – 0                                                                      | Macedonia                                                                  | Qual. Mondiali 2006                                                        | -                                                                          | 64’                                                                        |
| Totale                                                                     |                                                                            | Presenze                                                                   | 74                                                                         |                                                                            | Reti                                                                       | 6                                                                          |                                                                            |

### Record
- Giocatore con più espulsioni in Champions League (4, al pari di Zlatan Ibrahimović e Sergio Ramos).[50]

## Palmarès

### Giocatore

#### Club

##### Competizioni nazionali
- Coppa dei Paesi Bassi: 2

Ajax: 1992-1993, 2006-2007
- Supercoppa dei Paesi Bassi: 4

Ajax: 1993, 1994, 1995, 2007
- Campionato olandese: 3

Ajax: 1993-1994, 1994-1995, 1995-1996
- Campionato italiano: 3

Juventus: 1997-1998, 2001-2002, 2002-2003
- Supercoppa italiana: 2

Juventus: 2002, 2003
- Coppa Italia: 1

Inter: 2004-2005

##### Competizioni internazionali
- Coppa UEFA: 1

Ajax: 1991-1992
- UEFA Champions League: 1

Ajax: 1994-1995
- Coppa Intercontinentale: 1

Ajax: 1995
- Supercoppa UEFA: 1

Ajax: 1995
- Coppa Intertoto UEFA: 1

Juventus: 1999

#### Individuale
- All-Star Team dei Mondiali: 1

Francia 1998
- Inserito nella World Soccer's The Greatest Players of the 20th century (1999)[51]
- Europei Top 11: 1

Belgio-Paesi Bassi 2000
- Inserito nella FIFA 100 (2004)